# Landenulf I de Capua
Landenulf I a fost conte longobard de Capua între 885 și 887.
Landenulf a fost fiul lui Landenulf, gastald de Teano și nepot al contelui Landulf I de Capua. El a devenit conte de Capua după moartea fratelui său, Lando al III-lea din 885. 
Landenulf l-a ținut în închisoare pe vărul său depus, Pandenulf. Domnia sa a fost petrecută prin constanta sa defensivă față de bizantinii conduși de ducele Athanasie de Neapole și de strategos-ul de Bari. Acesta din urmă a trimis 300 de soldați sub comanda lui Chasanos, care însă a fost rechemat la Constantinopol și înlocuit cu Ioanichie. Principele Guaimar I de Salerno a fost convins să intre în conflict departea lui Landenulf, în vreme ce fratele lui Landenulf, Atenulf s-a raliat grecilor. Ioanichie a jefuit Capua și a reușit să îl elibereze pe Pandenulf, însă în cele din urmă tronul capuan a fost ocupat de către Atenulf, în ianuarie 887.